# Tour (Zeitschrift)
TOUR – Das Rennradmagazin ist eine monatlich erscheinende Special-Interest-Zeitschrift, die sich auf das Thema Rennrad und Straßenradsport spezialisiert hat. Das Magazin erscheint in Deutschland und im deutschsprachigen Ausland und gehört wie die Schwesterzeitschriften bike, Freeride, E-MTB und MY BIKE zum Bielefelder Delius Klasing Verlag.
Der Redaktionssitz ist in München, Chefredakteur ist Thomas Musch. Themenschwerpunkte sind Test, Technik, Kaufberatung, Training und Fitness, der nationale und internationale Radsport sowie Touren und Reisen.
Mit einer Auflage von 67.333 Exemplaren (IVW 3/2010) und einer Reichweite von 160.000 Lesern (laut Allensbacher Werbeanalyse) ist TOUR seit den 1970er Jahren die größte Rennradzeitschrift in Europa.

## Geschichte

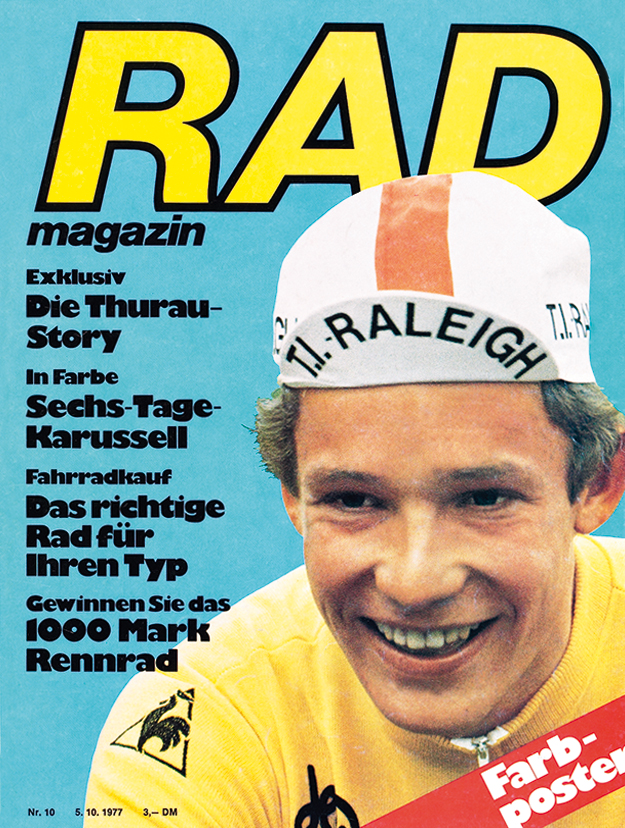
Titelcover der Erstausgabe der TOUR, damals noch RAD

Die erste Ausgabe der Zeitschrift erschien unter dem Titel RADmagazin im September 1977, Redaktionssitz war Leinfelden-Echterdingen bei Stuttgart. Auslöser für die Gründung des Magazins durch den  Chefredakteur Hans-Joachim Möller war die Triumphfahrt des deutschen Radprofis Dietrich Thurau bei der Tour de France 1977. Titelgeschichte der ersten Ausgabe war eine Homestory über Thurau, außerdem berichtete das RADmagazin über dessen Abschneiden bei den Straßenrad-Weltmeisterschaften 1977 in San Cristóbal, Venezuela.
Seit März 1979 heißt die Zeitschrift TOUR, wobei die Titelzusätze mehrfach wechselten, von TOUR – rund ums Rad bis zum derzeitigen TOUR – das Rennradmagazin. Im Jahr 1981 übernahm Carlson Reinhard die Chefredaktion, 1984 stieß der Ingenieur Hans-Christian Smolik zur Redaktion. Zwischenzeitlich war die Redaktion nach Reutlingen umgezogen.
1986 übersiedelte die Redaktion in das Gebäude der  rechteführenden  atlas Verlag und Werbung GmbH nach München. 1992 kaufte der Atlas Verlag die Titelrechte der Zeitschrift sportrad, die bis dahin im Verlag der Motor Presse Stuttgart erschienen war, und gliederte das Magazin in TOUR ein. 1993 übernahmen Stefan Engert und Uwe Geißler gemeinsam die Leitung der weitgehend neu formierten Redaktion. 1996 wurde die wirtschaftlich wenig erfolgreiche Zeitschrift VELO des schweizerischen AT-Verlages integriert. Geißler führte das Blatt in der Folge allein bis November 2006, seither leitet Thomas Musch das Blatt. 1997 kaufte der Delius Klasing Verlag TOUR.
Ab Ausgabe 01/2011 hat das Magazin eine optische Runderneuerung durch ein neues Logo, Hochglanz-Cover und Klebebindung erfahren. Inhaltliche Veränderungen betreffen den Ausbau von Titelstorys und Reportagen sowie der Einsatz von großformatigen Bildern.

## Position
Seit dem Redaktionswechsel 1993 hat die Redaktion vor allem den Bereich Test, Technik und Service ausgebaut. TOUR war das erste Magazin, das eigene Testmaschinen für Rennräder entwickelte. Die ersten Prüfkriterien für Rahmen waren 1994 die Torsion von Lenkkopf und Tretlager. Mit diesen Tests hat TOUR  dazu beigetragen, die Sicherheit und technische Qualität des Rennrades zu erhöhen. Seitdem verfügt die Redaktion über verschiedene Testmaschinen, um Rahmen- und Gabelsteifigkeiten, Rahmenkomfort und die Eigenschaften von Laufrädern messen zu können.
Im Bereich Training und Fitness ist der TOUR-Trainingsplaner, der seit 1994 regelmäßig weiterentwickelt wird, ein Service zur Strukturierung des Trainings von Hobbysportlern.
Gegenüber den Dopinggeschehen im Radsport nahm die TOUR-Redaktion eine kritisch distanzierte Position ein. Im Heft kamen Sportler,  Kritiker und Beobachter aus Sport und Sportpolitik in  Interviews zu Wort, z. B. der Leiter der Französischen Antidoping-Agentur AFLD, Pierre Bordry in TOUR 7/2009.

## Produkte
Neben der monatlich erscheinenden Ausgabe veröffentlicht TOUR  Sonderhefte und Specials. Dazu gehören jedes Jahr im Februarheft ein Trainingsplaner für die gesamte Saison, ein jährliches Special zur Tour de France sowie der TOUR-Rennrad-Kalender.
Eine eigene Website betreibt TOUR seit 1996. Auf dieser Seite stellt die Redaktion zusätzliche Inhalte, aktuelle Meldungen und Downloads von Tests sowie Service- und Ratgeberthemen zur Verfügung. Außerdem besteht eine Community von Rennradfahrern. Derzeit (Stand: Januar 2018) sind im TOUR-Forum 55.085 Benutzer registriert, in knapp 362.000 Themen sind 5,42 Millionen Beiträge dokumentiert.

## Veranstaltungen
Unter der Marke TOUR organisiert der Delius Klasing Verlag Veranstaltungen für Sportler. Seit 2003 gibt es die TOUR Transalp als längstes und schwerstes Etappenrennen für Hobbysportler, bei dem rund 1.100 Teilnehmer in Zweierteams über die Alpen radeln. 2008 fand ein ähnlich gelagertes Rennen als TOUR-Transaustria in Österreich statt, 2005 gründete TOUR das  Gerolsteiner-Radsportfestival. Zwischen 1999 und 2012 veranstaltete die Redaktion im März ein Trainingscamp für Leser an wechselnden Standorten.

## Auszeichnungen
Seit 2008 verleiht TOUR einmal im Jahr den TOUR-Meilenstein, der seit 2012 in Readers’ Award umbenannt ist. Mit diesem Preis sollen Firmen aus der Rennrad-Branche für innovative und wegweisende Produkte ausgezeichnet werden. Der Preis resultiert aus den Markenbewertungen der Leser, die an der jährlichen Leserbefragung teilnehmen. Die Verleihung der Readers’ Awards erfolgt jährlich im Rahmen der Eurobike-Messe in Friedrichshafen.